# مارتن د. فوستر
مارتن د. فوستر (بالإنجليزية: Martin D. Foster)‏ هو سياسي أمريكي، ولد في 3 سبتمبر 1861 في الولايات المتحدة، وتوفي في 20 أكتوبر 1919 في نفس البلد. حزبياً، نشط في الحزب الديمقراطي. وقد انتخب عضو مجلس النواب الأمريكي.